# Nezumia namatahi
Nezumia namatahi és una espècie de peix de la família dels macrúrids i de l'ordre dels gadiformes.

## Morfologia
- Els mascles poden assolir 35 cm de llargària total.[2][3]

## Hàbitat
És un peix d'aigües profundes que viu entre 1250-1300 m de fondària.

## Distribució geogràfica
Es troba a Austràlia (Nova Gal·les del Sud) i Nova Zelanda.